# A New Day Has Come
A New Day Has Come – dziewiąty anglojęzyczny studyjny album Céline Dion, wydany 25 marca 2002 roku. Krążek jest pierwszym anglojęzycznym studyjnym wydawnictwem piosenkarki od 1997 roku. Płyta osiągnęła bardzo duży sukces na całym świecie. Na pierwszym singlu ukazała się piosenka tytułowa, która stała się międzynarodowym przebojem. Jeszcze większy sukces odniósł drugi singel „I'm Alive” który był zarazem motywem przewodnim filmu Stuart Malutki 2. Na trzeci i zarazem ostatni komercyjny singel wybrano balladę „Goodbye's (The Saddest Word)”, w której gościnnie w chórkach udzieliła się Shania Twain.
Na amerykańskiej i kanadyjskiej wersji albumu nie umieszczono utworu „Super Love”. Utwór „Aún Existe Amor” jest hiszpańskojęzyczną wersją piosenki „L’amour Existe Encore” pochodzącej z wydanego w 1991 roku albumu Céline Dion chante Plamondon. W program płyty weszły także klasyki „Nature Boy” Nat King Cole’a oraz „At Last” nagrany pierwotnie przez Glen Miller w 1941 roku. „At Last” trafił w grudniu 2002 roku do amerykańskich stacji radiowych, jedynie jako singel promocyjny. Piosenka „The Greatest Reward” została wydana w dłuższej wersji na amerykańskiej limitowanej edycji albumu. „Have You Ever Been In Love” został umieszczony na trackliście następnego studyjnego albumu Dion One Heart. Utwór nawet został wydany na singlu. Na One Heart trafiła także wolniejsza wersja „Sorry for Love”.
Album zadebiutował na 1. miejscu list albumów w 17 krajach. W Stanach Zjednoczonych w pierwszym tygodniu sprzedano 527000 egzemplarzy płyty. Został on tam certyfikowany jako potrójnie platynowy. Do dziś w USA sprzedano blisko 3,3 mln kopii tego albumu.

## Lista utworów
| #   | Tytuł                                | Autorzy                                                     | Czas trwania |
| --- | ------------------------------------ | ----------------------------------------------------------- | ------------ |
| 1.  | „I'm Alive”                          | K. Lundin, A. Carlsson                                      | 3:30         |
| 2.  | „Right in Front of You”              | S. Morales, S. Soloman, K. DioGuardi, D. Siegel             | 4:13         |
| 3.  | „Have You Ever Been in Love”         | A. Bagge, P. Astrom, T. Nichols, D. Hall, L. Bagge          | 4:08         |
| 4.  | „Rain, Tax (It's Inevitable)”        | T. Britten, C. Dore                                         | 3:25         |
| 5.  | „A New Day Has Come” (radio remix)   | A. Nova, S. Moccio                                          | 4:23         |
| 6.  | „Ten Days”                           | A. Nova, M. Le Forestier, G. De Palmas                      | 3:37         |
| 7.  | „Goodbye's (The Saddest Word)”       | R. J. Lange                                                 | 5:19         |
| 8.  | „Prayer”                             | C. Hart                                                     | 5:34         |
| 9.  | „I Surrender”                        | L. Biancaniello, S. Watters                                 | 4:17         |
| 10. | „At Last”                            | M. Gordon, H. Warren                                        | 4:39         |
| 11. | „Super Love”                         | G. Roche, S. Peiken                                         | 4:16         |
| 12. | „Sorry for Love”                     | K. DioGuardi, A. Bagge, P. Astrom, A. Birgisson             | 4:10         |
| 13. | „Aún Existe Amor”                    | R. Cocciante, I. Ballesteros-Diaz                           | 3:52         |
| 14. | „The Greatest Reward”                | P. Obispo, A. Carlsson, J. Elofsson, L. Florence, P. Guirao | 3:28         |
| 15. | „When the Wrong One Loves You Right” | M. Briley, F. Gallucio, M. Maye                             | 3:48         |
| 16. | „A New Day Has Come”                 | A. Nova, S. Moccio                                          | 5:43         |
| 17. | „Nature Boy”                         | E. Ahbez                                                    | 3:45         |

## Certyfikaty i sprzedaż
| Kraj              | Certyfikat          | Sprzedaż  | Najwyższa pozycja |
| ----------------- | ------------------- | --------- | ----------------- |
| Australia         | 2 x platynowa płyta | 160 000   | 1(5)              |
| Austria           | platynowa płyta     | 40 000    | 1(4)              |
| Belgia (Flandria) | 2x platynowa płyta  | 100 000   | 2                 |
| Belgia (Walonia)  | 2x platynowa płyta  | 100 000   | 1(2)              |
| Brazylia          | złota płyta         | 50 000    | 2                 |
| Dania             | 2 x platynowa płyta | 100 000   | 1                 |
| Europa            | 3 x platynowa płyta | 3 500 000 | 1(7)              |
| Finlandia         | złota płyta         | 35 000    | 1(2)              |
| Francja           | 3 x platynowa płyta | 900 000   | 1(4)              |
| Holandia          | platynowa płyta     | 215 000   | 1(6)              |
| Irlandia          | –                   | –         | 1(2)              |
| Japonia           | złota płyta         | 150 000   | 15                |
| Kanada            | 6 x platynowa płyta | 600 000   | 1(7)              |
| Meksyk            | 2 x platynowa płyta | 300 000   | 1                 |
| Niemcy            | 3 x złota płyta     | 500 000   | 2                 |
| Norwegia          | platynowa płyta     | 50 000    | 1(3)              |
| Nowa Zelandia     | 2 x platynowa płyta | 30 000    | 1(6)              |
| Polska            | złota płyta         | 60 000    | 2                 |
| Portugalia        | 3 x platynowa płyta | 120 000   | 3                 |
| Stany Zjednoczone | 3 x platynowa płyta | 3 280 000 | 1                 |
| Szwajcaria        | 3 x platynowa płyta | 120 000   | 1(7)              |
| Szwecja           | platynowa płyta     | 60 000    | 1 (3)             |
| Węgry             | złota płyta         | 10 000    | 2                 |
| Wielka Brytania   | platynowa płyta     | 500 000   | 1(4)              |
| Włochy            | 2 x platynowa płyta | 270 000   | 1(3)              |